# Paper Mario: The Origami King
Paper Marioː The Origami King es un videojuego de rol desarrollado por Intelligent Systems y distribuido por Nintendo. Es la sexta entrega de la saga de Paper Mario (como quinta entrega de sobremesa y segunda portátil (sin incluir Mario & Luigi: Paper Jam Bros.)), el cual fue lanzado para la consola Nintendo Switch el 17 de julio de 2020.
A diferencia del título predecesor, Paper Mario: Color Splash (2016), que presentaba un sistema de juego sencillo, The Origami King vuelve al estilo RPG más orientado a la acción vistos en juegos anteriores de Paper Mario. La historia del juego gira en torno al rey Olly, quien desea conquistar el mundo y convertirlo en origami, y para ello se apodera del castillo de la princesa Peach y toma el control del ejército de Bowser. 
Mario, junto con la ayuda de Bowser y la hermana de Olly, Olivia, se embarcan en una aventura para detener a Olly.

## Jugabilidad
Al igual que los juegos anteriores de Paper Mario, The Origami King es un videojuego de rol (RPG), en el cual el jugador controla una versión en papel de Mario en un mundo 3D que fusiona otras construcciones tridimensionales en papel, incluidas las esculturas de origami. El jugador explora el supramundo del juego para recolectar monedas y artículos, encuentra personajes no jugables, resuelve varios acertijos basados en el concepto del mundo del papel y, al encontrarte con enemigos, entra en combate para derrotarlos. Mario puede obtener varios socios en el transcurso de su viaje que lo ayudan a resolver acertijos y unirse a la batalla. Por ejemplo, Olivia ayuda a Mario dándole brazos desplegables que pueden interactuar con el entorno de papel, resolver rompecabezas y revelar secretos. El juego utiliza un sistema de combate basado en anillos: con Mario ubicado en el centro de la arena rodeado de múltiples anillos, el jugador debe alinear a los enemigos que se encuentran dispersos en un corto período de tiempo, y luego elegir un ataque para infligir el mayor daño posible a todos los que hayan quedado alineados. Una vez finalizado el turno del jugador, les corresponde el turno a los enemigos para atacar.

## Desarrollo
The Origami King fue desarrollado por Intelligent Systems, el mismo estudio detrás de los juegos anteriores de Paper Mario. Los planes para un juego de Paper Mario para la consola Nintendo Switch se filtraron a principios de 2020. Según Eurogamer, Nintendo planeaba revelar el juego en el E3 2020 como parte de una presentación para celebrar el 35 aniversario de la franquicia Super Mario, pero tuvo que cambiar de planes después de que se cancelara la convención por la pandemia de COVID-19. The Origami King fue anunciado a través de un tráiler el 14 de mayo de 2020, y su lanzamiento estuvo programado para el 17 de julio de 2020.